# 人生、歌がある
『人生、歌がある』（じんせい、うたがある）は、2020年4月4日からBS朝日で放送されている音楽番組。

## 概要
布施明が司会を務めた『日本の名曲 世界の名曲 人生、歌がある』を2020年4月に土曜日に移設してリニューアル。同時に番組名を変更し、新たに司会として西田ひかるが中澤卓也とともに務めることになった。西田が音楽番組で司会を務めるのは、2002年に『青春のポップス』（NHK総合）以来18年ぶりとなる。
前番組同様、ゲストによるトリビュートコーナーが番組の目玉コーナーとなっている。
2020年12月19日はBS朝日開局20周年記念特番として4時間生放送（19:00 - 22:59）され、前前身番組『日本の名曲 人生、歌がある』の司会だった五木ひろしが総合司会として西田・中澤と共に進行した。
2021年3月をもって西田が降板。4月からは五木ひろしが司会に復帰した。サブ司会は続投する中澤のほか、伍代夏子・藤あや子・坂本冬美の4名が交代で出演する。だが2021年10月をもって中澤も降板し、「日本の名曲 人生、歌がある」時代に戻る形となっている。
2023年12月をもって五木が降板。2024年1月からは伍代夏子と藤あや子がメイン、そして男性歌手（前川清または野口五郎）が交代でサブ司会をするスタイルとなる。現在はスタジオで歌手が集まり歌唱する回と、「名演・名場面集&お宝プレイバック」と称して過去の放送から選び出した歌唱シーンを司会者とともに振り返る回をほぼ2回ずつ交代で放送している。
2024年3月をもって伍代と藤が降板。2024年4月6日より吉幾三と岡田美里が司会を務める。
2025年3月をもって吉が降板。2025年4月5日より坪井直樹（テレビ朝日エグゼクティブ・アナウンサー）が司会を務める（岡田はアシスタントを継続）。

## レギュラー出演者
司会
坪井直樹（テレビ朝日アナウンサー）・岡田美里
サブ司会
- 歌手（1か月ごと交代制）

### 過去の出演者（M・C担当）
- 布施明（2019年11月 - 2020年3月）
- 西田ひかる（2020年4月 - 2021年3月）[1][6]
- 中澤卓也（2020年4月 - 2021年10月）[1][6][7]
- 小木逸平（テレビ朝日アナウンサー）
- 山木翔遥（テレビ朝日アナウンサー）
- 五木ひろし（2021年4月 - 2023年12月）
- 伍代夏子・藤あや子（2021年4月 - 2024年3月）
- 吉幾三（2024年4月 - 2025年3月）

### マンスリーゲスト
| 年月             | マンスリーゲスト                                          |
| ---------------- | --------------------------------------------------------- |
| 2024年4月        | 川中美幸                                                  |
| 5月              | 純名里沙                                                  |
| 6月              | 天童よしみ                                                |
| 7月              | 石川さゆり                                                |
| 8月              | キム・ヨンジャ                                            |
| 9月              | 林部智史                                                  |
| 10月             | 石原詢子                                                  |
| 11月             | 新浜レオン                                                |
| 12月             | 朝花美穂                                                  |
| 2025年1月        | 神野美伽                                                  |
| 2月前半          | キム・ヨンジャ ホン・ジユン                               |
| 2月後半と3月前半 | 朝花美穂 青山新（2月後半〜3月前半） 辰巳ゆうと（3月後半） |

## スタッフ
- 構成：疋田拓、中藤洋
- 題字：今村桃代
- 音楽：たかしまかんた
- 演奏：人生、歌があるバンド
- TD：富井隆浩
- 撮影：岩坂潤
- 照明：小口拓也
- 音声：下村浩一
- VE：宮崎義則
- PA：宮森真哉
- EED：渡部諒
- MA：柴田敏幸
- 照明協力：ライトコスモ
- 美術プロデューサー：引馬幹晴
- デザイン：越野幸栄
- 大道具：木村邦春
- 美術協力：國新産業、東京特殊効果、ネクステージ、両国硝子、エスケイシステム、コマデン
- 協力：PIXTA、レモンスタジオ
- スチール：渡辺一城
- 広報：田中久美香（BS朝日）
- デスク：相良美久（BS朝日）
- 制作進行：田中秀史
- T・K：伊佐次千恵子
- 制作補：三浦久範、森山文人、河合亮、柏田妙味子
- AP：長井翔子
- 演出：疋田拓（P&D）
- プロデューサー：綿貫冬樹[6](BS朝日)、鈴木清親（P&D）
- 制作：BS朝日 / P&D

### 過去のスタッフ
- 照明：板山大介
- 音声：細山恵子
- 美術協力：ランダム